# Вагуліно
Вагу́ліно (каз. Вагулин) — село у складі Кизилжарського району Північноказахстанської області Казахстану. Адміністративний центр Вагулінського сільського округу.
Населення — 613 осіб (2021; 689 у 2009, 762 у 1999, 742 у 1989).
Національний склад станом на 1989 рік:
- росіяни — 74 %.